# Veronica Campbell-Brown
Veronica Campbell (Trelawny, 15. svibnja 1982.), jamajkanska atletičarka, specijalizirana za utrke na 100 m i 200 m, te štafetu 4 x 100 m.

## Vanjske poveznice
- Veronica Campbell, IAAF Profil
- Veronica Campbell (slike)